# Essex Senior Football League 2012–13
Essex Senior Football League 2012–13 là mùa giải thứ 42 trong lịch sử Essex Senior Football League, một giải đấu bóng đá ở Anh.

## Premier Division
Premier Division bao gồm 17 đội thi đấu mùa trước cùng với 2 đội bóng mới:
- Great Wakering Rovers, xuống hạng từ Isthmian League Division One North.
- London Bari, thăng hạng từ Essex Corinthian Sunday Football League.
- Chỉ ở mùa giải này, FA dự định thăng hạng đội xếp thứ 2 trong 6 giải đấu Bậc 5 sau: Combined Counties League, Eastern Counties League, Essex Senior League, Kent League, Spartan South Midlands League và Sussex County League. Việc này nhằm đáp ứng sự mở rộng của Isthmian League Divisions One North và South từ 22 lên 24 đội mỗi hạng đấu.[1] Hai đội bóng được lên hạng dựa theo số điểm mỗi trận,[2] và hai đội á quân tốt nhất đó là VCD Athletic (Kent Football League) và Guernsey (Combined Counties League). Còn 3 đội bóng – Aylesbury United (Spartan South Midlands League), Redhill (Sussex County League) và Barkingside (Essex Senior League) – cũng được chấp nhận lên hạng bởi 17 May, nhờ vào sự rút lui hoặc không lên hạng của đội bóng nào đó.
- Từ giải đấu này, chỉ có Barking, Barkingside, Burnham Ramblers, Enfield 1893, Great Wakering Rovers, London Bari và Takeley đăng ký lên hạng.[3][4] Tuy nhiên, Takeley không đáp ứng đủ điều kiện sân bãi, nên không thể lên hạng được.[5]

### Bảng xếp hạng
| XH | Đội                      | Tr | T  | H  | T  | BT | BB  | HS  | Đ    | Lên hay xuống hạng                                     |
| -- | ------------------------ | -- | -- | -- | -- | -- | --- | --- | ---- | ------------------------------------------------------ |
| 1  | Burnham Ramblers (C) (P) | 36 | 25 | 7  | 4  | 92 | 46  | +46 | 82   | Lên chơi tạiIsthmian League Division One North 2013–14 |
| 2  | Barkingside (P)          | 36 | 22 | 7  | 7  | 72 | 40  | +32 | 73   | Lên chơi tạiIsthmian League Division One North 2013–14 |
| 3  | Takeley                  | 36 | 22 | 7  | 7  | 90 | 52  | +38 | 070# |                                                        |
| 4  | Great Wakering Rovers    | 36 | 19 | 8  | 9  | 97 | 54  | +43 | 65   |                                                        |
| 5  | Eton Manor               | 36 | 20 | 5  | 11 | 86 | 61  | +25 | 062# |                                                        |
| 6  | Barking                  | 36 | 17 | 9  | 10 | 71 | 49  | +22 | 60   |                                                        |
| 7  | Southend Manor           | 36 | 15 | 11 | 10 | 76 | 50  | +26 | 56   |                                                        |
| 8  | Haringey & Waltham       | 36 | 15 | 8  | 13 | 70 | 65  | +5  | 53   |                                                        |
| 9  | Enfield 1893             | 36 | 14 | 9  | 13 | 66 | 60  | +6  | 51   |                                                        |
| 10 | London Bari              | 36 | 13 | 12 | 11 | 63 | 60  | +3  | 51   |                                                        |
| 11 | Sporting Bengal United   | 36 | 11 | 11 | 14 | 79 | 96  | −17 | 44   |                                                        |
| 12 | Bethnal Green United     | 36 | 11 | 10 | 15 | 61 | 73  | −12 | 43   |                                                        |
| 13 | Basildon United          | 36 | 12 | 5  | 19 | 53 | 80  | −27 | 41   |                                                        |
| 14 | Sawbridgeworth Town      | 36 | 10 | 9  | 17 | 70 | 90  | −20 | 39   |                                                        |
| 15 | Hullbridge Sports        | 36 | 9  | 8  | 19 | 53 | 70  | −17 | 35   |                                                        |
| 16 | London APSA              | 36 | 8  | 11 | 17 | 47 | 72  | −25 | 35   |                                                        |
| 17 | Stansted                 | 36 | 7  | 13 | 16 | 48 | 69  | −21 | 34   |                                                        |
| 18 | Clapton                  | 36 | 3  | 12 | 21 | 37 | 77  | −40 | 21   |                                                        |
| 19 | Bowers & Pitsea          | 36 | 4  | 8  | 24 | 42 | 109 | −67 | 20   |                                                        |

Cập nhật đến ngày 14 tháng 5 năm 2013
Nguồn: FA Full-Time, mitoo
#Takeley và Eton Manor mỗi đội bị trừ 3 điểm.
Quy tắc xếp hạng: 1. Điểm; 2. Hiệu số bàn thắng; 3. Số bàn thắng.
(VĐ) = Vô địch; (XH) = Xuống hạng; (LH) = Lên hạng; (O) = Thắng trận Play-off; (A) = Lọt vào vòng sau. 
Chỉ được áp dụng khi mùa giải chưa kết thúc: 
(Q) = Lọt vào vòng đấu cụ thể của giải đấu đã nêu; (TQ) = Giành vé dự giải đấu, nhưng chưa tới vòng đấu đã nêu.

### Kết quả
| S.nhà ╲ S.khách        | BAR | BAR | BAU | BGU | BOP | BUR | CLA | ENF | ETO | GWR | HAW | HUL | LAP | LBA | SAW | SOM | SPO | STA | TAK |
| Barking                |     | 1–1 | 2–1 | 1–2 | 3–3 | 0–2 | 3–1 | 2–2 | 1–2 | 2–1 | 3–1 | 2–2 | 1–2 | 1–0 | 2–0 | 3–3 | 5–2 | 3–0 | 0–0 |
| Barkingside            | 2–0 |     | 0–1 | 2–0 | 3–1 | 2–3 | 1–1 | 2–1 | 4–1 | 0–5 | 2–1 | 2–0 | 1–1 | 2–3 | 5–1 | 0–1 | 4–1 | 3–2 | 1–0 |
| Basildon United        | 0–3 | 1–3 |     | 2–1 | 3–1 | 2–3 | 3–1 | 1–3 | 0–4 | 2–1 | 0–1 | 3–2 | 3–1 | 2–3 | 1–1 | 2–7 | 1–4 | 1–1 | 2–2 |
| Bethnal Green United   | 2–1 | 0–2 | 3–2 |     | 3–0 | 1–2 | 2–3 | 2–2 | 3–2 | 2–0 | 2–2 | 1–1 | 2–2 | 3–1 | 2–1 | 2–2 | 2–3 | 0–2 | 2–2 |
| Bowers & Pitsea        | 1–4 | 0–2 | 1–2 | 1–1 |     | 1–5 | 0–0 | 1–4 | 2–0 | 1–6 | 3–4 | 1–5 | 2–4 | 0–2 | 6–2 | 0–5 | 5–4 | 2–2 | 1–5 |
| Burnham Ramblers       | 1–1 | 1–1 | 2–0 | 2–3 | 7–0 |     | 3–3 | 3–2 | 1–4 | 1–1 | 4–1 | 1–1 | 5–0 | 2–2 | 6–3 | 2–0 | 5–3 | 5–2 | 0–0 |
| Clapton                | 0–2 | 0–3 | 0–2 | 3–3 | 3–1 | 2–3 |     | 1–3 | 0–6 | 2–2 | 2–3 | 0–1 | 0–1 | 0–3 | 0–0 | 1–1 | 1–2 | 1–1 | 0–1 |
| Enfield 1893           | 3–2 | 1–3 | 0–1 | 2–0 | 0–0 | 3–2 | 2–0 |     | 3–2 | 1–0 | 1–2 | 3–3 | 1–0 | 2–0 | 6–1 | 2–0 | 1–1 | 3–2 | 0–3 |
| Eton Manor             | 2–1 | 2–0 | 3–3 | 2–2 | 4–0 | 0–2 | 3–2 | 2–1 |     | 0–2 | 2–1 | 5–2 | 0–0 | 1–2 | 5–1 | 2–1 | 4–1 | 1–3 | 3–1 |
| Great Wakering Rovers  | 1–1 | 1–2 | 3–0 | 3–1 | 5–0 | 0–2 | 2–2 | 4–2 | 7–2 |     | 3–2 | 3–1 | 4–1 | 1–3 | 2–0 | 3–1 | 5–2 | 4–1 | 2–5 |
| Haringey & Waltham     | 1–2 | 1–2 | 2–0 | 6–1 | 4–0 | 1–2 | 2–1 | 2–2 | 0–4 | 0–3 |     | 3–1 | 1–0 | 2–1 | 5–2 | 2–2 | 2–2 | 2–2 | 0–4 |
| Hullbridge Sports      | 1–3 | 2–4 | 3–0 | 3–0 | 0–1 | 0–1 | 2–0 | 2–2 | 1–2 | 1–5 | 1–0 |     | 4–0 | 2–2 | 1–1 | 1–3 | 1–4 | 2–2 | 2–3 |
| London APSA            | 1–0 | 0–4 | 0–1 | 1–3 | 2–2 | 3–0 | 2–4 | 1–1 | 3–2 | 1–3 | 1–2 | 0–1 |     | 3–1 | 1–2 | 3–3 | 2–2 | 2–2 | 1–3 |
| London Bari            | 1–1 | 1–0 | 4–2 | 2–1 | 2–0 | 0–1 | 1–1 | 3–1 | 2–2 | 2–2 | 2–2 | 2–0 | 1–1 |     | 1–1 | 2–2 | 3–3 | 1–2 | 1–3 |
| Sawbridgeworth Town    | 2–4 | 2–2 | 4–2 | 5–1 | 3–3 | 1–3 | 2–2 | 2–1 | 2–3 | 3–2 | 3–2 | 4–2 | 3–4 | 3–2 |     | 0–2 | 1–1 | 1–2 | 1–1 |
| Southend Manor         | 2–3 | 0–0 | 2–2 | 3–3 | 1–1 | 0–1 | 5–0 | 4–1 | 4–0 | 2–2 | 0–2 | 2–0 | 1–0 | 4–1 | 2–0 |     | 4–1 | 4–1 | 1–3 |
| Sporting Bengal United | 1–6 | 4–4 | 4–2 | 0–3 | 4–1 | 1–4 | 1–0 | 3–2 | 3–3 | 4–4 | 2–2 | 3–0 | 1–1 | 2–0 | 1–6 | 0–1 |     | 2–0 | 2–5 |
| Stansted               | 0–1 | 0–2 | 0–3 | 2–1 | 3–0 | 0–1 | 0–0 | 1–1 | 0–1 | 2–2 | 3–3 | 0–2 | 1–1 | 2–3 | 0–2 | 2–1 | 2–2 |     | 1–4 |
| Takeley                | 3–1 | 0–1 | 5–0 | 3–1 | 2–0 | 2–4 | 5–0 | 2–1 | 0–5 | 0–3 | 0–3 | 2–0 | 5–1 | 3–3 | 5–4 | 2–0 | 4–3 | 2–2 |     |

Cập nhật lần cuối: ngày 14 tháng 5 năm 2013.
Nguồn: FA Full-Time, mitoo
1 ^ Đội chủ nhà được liệt kê ở cột bên tay trái.
Màu sắc: Xanh = Chủ nhà thắng; Vàng = Hòa; Đỏ = Đội khách thắng.